# Ficus multistipularis
Ficus multistipularis är en mullbärsväxtart som beskrevs av Elmer Drew Merrill. Ficus multistipularis ingår i släktet fikonsläktet, och familjen mullbärsväxter. Inga underarter finns listade i Catalogue of Life.